# Theresa Breslin
Theresa Breslin är en skotsk författare av framförallt ungdomslitteratur.  
Breslin började skriva då hon arbetade som bibliotekarie och har publicerat 25 böcker.
Hennes roman Whispers in the Graveyard, om en dyslektisk pojke, vann Carnegie Medal, 1994. 
The Medici Seal gavs ut i augusti 2006 och är en berättelse om intriger, mord och svek och handlar om Matteo som reser med Leonardo genom Italien på Borgias uppdrag.  Matteo bär på en hemlighet som både Borgia och familjen Medici skulle döda för att komma över.

### Utgivet på svenska
- Fången på Alcatraz 2006 (Prisoner in Alcatraz)

## Priser och utmärkelser
- Carnegie Medal 1994 för  Whispers in the Graveyard